# Louis B. Mayer

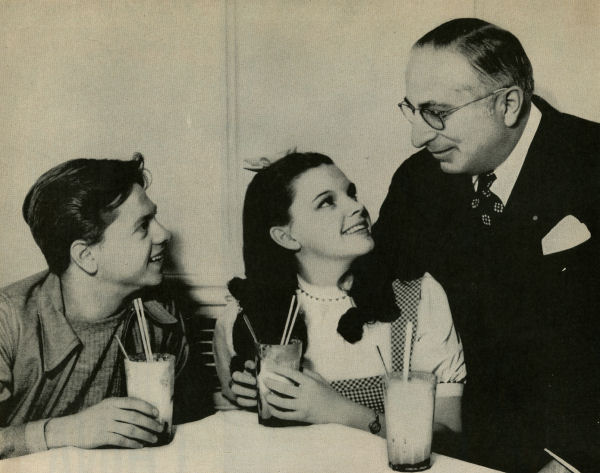
Louis B. Mayer (dreapta) împreună cu Mickey Rooney (stânga) și Judy Garland (mijloc)

Louis B. Mayer (născut Lazar Meir; n. 30 iunie/12 iulie 1884, Dîmer, gubernia Kiev⁠(d), Imperiul Rus – d. 29 octombrie 1957, Los Angeles, California, SUA) a fost un producător de film din „Epoca de Aur” a Hollywood-ului, cunoscut ca fiind directorul și cofondatorul studioului Metro-Goldwyn-Mayer.
Este, de obicei, citat ca fiind creatorul sistemului de „stele” în cadrul studioului Metro-Goldwyn-Mayer în anii săi de glorie, când Mayer dorea ca studioul său să aibă „mai multe stele decât sunt pe cer”.

## Copilăria
Louis B. Mayer s-a născut în Minsk, astăzi capitala Belarusului, la acea vreme parte a Imperiului Țarist într-o familie de evrei. Mayer a emigrat împreună cu familia sa în Saint John, New Brunswick, Canada când încă era foarte tânăr și a mers la scoală acolo. Tatăl său a început o afacere în domeniul colectării de fier vechi. Părinții săi, Sarah și Jacob Mayer au avut cinci copii: Yetta, Ida, Louis, Jerry și Rudolph.

## Începutul carierei
Mayer a renovat cinematograful „Gem Theater” din Haverhill, Massachusetts, cu o capacitate de 600 de locuri, pe care l-a redeschis pe 28 noiembrie, 1907 ca primul său cinematograf. Pentru a șterge reputația negativă pe care clădirea o avea în cadrul comunității, Mayer a decis să debuteze prin rularea unui film religios. În câțiva ani avea să dețină toate cele cinci cinematografe din Haverhill și, împreună cu Nathan H. Gordon, a creat parteneriatul Gordon-Mayer care controla cel mai mare lanț de cinematografe din Noua Anglie (New England). În 1916 Mayer a încheiat un parteneriat cu Richard A. Rowland pentru a crea Mayer Pictures Corporation în New York, o companie pentru agenții actorilor și regizorilor.
Doi ani mai târziu, Mayer s-a mutat în Los Angeles și și-a format propria companie de producție, Louis B. Mayer Pictures Corporation. Prima producție a fost în 1918 cu Virtuous Wives. Marea lovitură a lui Mayer a venit în aprilie 1924 când Marcus Loew, deținătorul lanțului de cinematografe Loew's Theaters, a fuzionat Metro Pictures, Goldwyn Pictures Corporation (deținut de Samuel Goldwyn) și Mayer Pictures pentru a crea Metro-Goldwyn-Mayer sub supravegherea lui Nicholas Schenck din New York. Ocupând poziția de Vice-președinte și director de producție, Louis B. Mayer a avut practic ultimul cuvânt în tot ce era legat de MGM pentru următorii 27 de ani.

## Șeful MGM

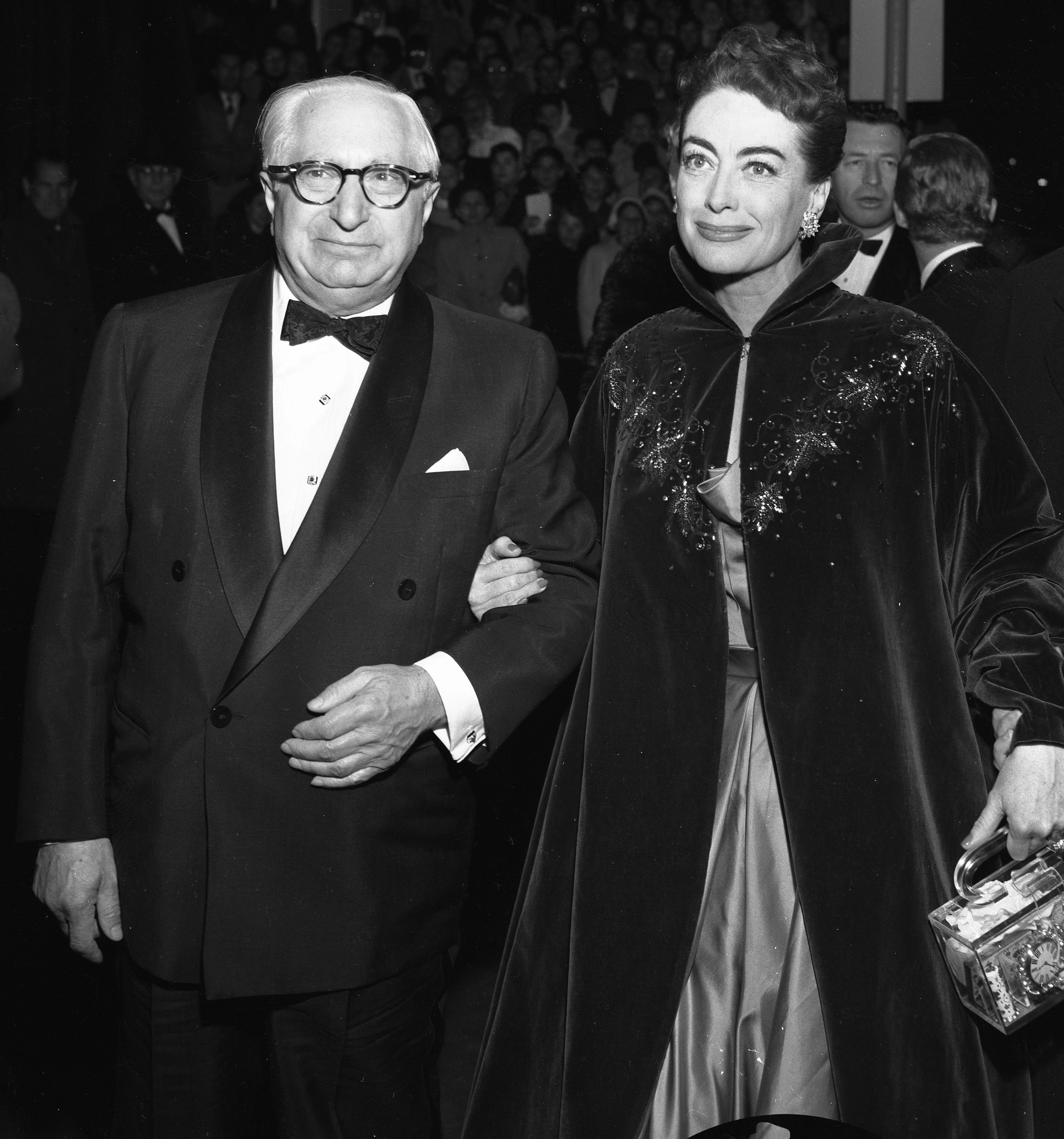
Louis B. Mayer împreună cu Joan Crawford în 1953

În perioada în care Mayer s-a aflat la conducerea studioului, MGM a devenit cel mai important studio de film din lume din punct de vedere financiar și singurul care să plătească dividende în timpul Marii Crize Economice din anii 1930, iar Mayer avea să devină cel mai bine plătit director executiv din SUA. Cu toate acestea, s-a certat adesea cu șeful de producție, Irving Thalberg, care prefera lucrări literare și nu producții care să mulțumească publicul, cum voia Mayer. L-a demis pe Thalberg din postul de șef de producție în 1932 în timp ce acesta era în convalescență după ce a suferit un atac de cord și l-a înlocuit cu producători independenți (inclusiv cu fiul său vitreg, David O. Selznick) până la moartea lui Thalberg în 1936, când Mayer a devenit șef de producție, precum și directorul studioului. Sub conducerea lui Mayer, studioul a produs multe filme de succes cu numeroase „stele” precum Greta Garbo, Clark Gable, Spencer Tracy, Katharine Hepburn, Joan Crawford, Judy Garland și mulți alții.
Deși Mayer avea o reputație ca fiind un oportunist fără scrupule și ca având o viziune limitată în ceea ce privește subiectele de filme cele mai adecvate, Katharine Hepburn l-a descris ca fiind un „om plăcut” (și a declarat că a negociat personal multe dintre contractele ei cu Mayer), în vreme ce actrițele tinere ca Debbie Reynolds, June Allyson și Leslie Caron, care s-au maturizat la MGM, l-au privit ca pe un tată.

## Ultimii ani și decăderea
În jurul anului 1948, datorită introducerii televiziunii și a schimbării gusturilor publicului, MGM a suferit un declin considerabil (de fapt, pe la sfârșitul anilor 1950 MGM va ajunge în pragul falimentului). Biroul MGM din New York a decis că Dore Schary, un scenarist și producător recent angajat de la RKO Radio Pictures, ar putea schimba lucrurile. În 1951, MGM a trecut prin trei ani fără să câștige un premiu Oscar important, care a provocat noi conflicte între Mayer și Schenck. Sub ordinele de a controla costurile și de a angaja „un nou Thalberg”, Mayer l-a numit pe Schary ca șef de producție. Schary, care era cu 20 de ani mai tânăr decât Mayer, prefera filmele care să transmită un anumit mesaj, în comparație cu Mayer care dorea filme „sănătoase”. În 1951 Schenck l-a concediat pe Mayer din postul pe care l-a deținut timp de 27 de ani; după această întâmplare Mayer s-a retras din viața publică.

## Moartea
Louis B. Mayer a murit de leucemie pe 29 octombrie, 1957 și a fost înmormântat în Home of Peace Cemetery din East Lost Angeles, California. Ultimele sale cuvinte (se spune) au fost „Nimic nu contează”. Cinematograful principal din campusul Universității din Santa Clara  poartă numele lui Louis B. Mayer.